# روبرت دا غرافا
روبرت دا غرافا (بالفرنسية: Robert Da Grava)‏ هو لاعب كرة قدم لوكسمبورغي، ولد في 17 أغسطس 1944.

## وصلات خارجية
- روبرت دا غرافا على موقع قاعدة بيانات كرة القدم.إي يو (الإنجليزية)